# World Series of Poker 1977
1977 års World Series of Poker (WSOP) pokerturnering hölls vid Binion's Horseshoe.

## Inledande event
| Event                        | Vinnare          | Pris (USD) | Tvåa  |
| ---------------------------- | ---------------- | ---------- | ----- |
| $500 Ace to Five Draw        | Billy Allen      | $10 800    | Okänt |
| $10 000 Duece to Seven Draw  | Bobby Baldwin    | $80 000    | Okänt |
| $5 000 Seven Card Stud       | Bobby Baldwin    | $44 000    | Okänt |
| $500 Seven Card Razz         | Gary Berland     | $8 300     | Okänt |
| $1 000 Seven Card Stud Split | Doyle Brunson    | $62 500    | Okänt |
| $5 000 Ace to Five Draw      | Perry Green      | $10 000    | Okänt |
| $1 000 No Limit Hold'em      | George Huber     | $33 000    | Okänt |
| $1 500 No Limit Hold'em      | Louis Hunsucker  | $34 200    | Okänt |
| $100 Ladies' Seven Card Stud | Jackie McDaniels | $5 580     | Okänt |
| $1 000 Seven Card Stud Split | Fats Morgan      | $10 800    | Okänt |
| $500 Seven Card Stud         | Jeff Sandow      | $11 400    | Okänt |
| $5 000 Seven Card Razz       | Richard Schwartz | $25 000    | Okänt |

## Main Event
34 stycken deltog i Main Event. Varje deltagare betalade $10 000 för att delta.

### Finalbordet
| Placering | Namn          | Pris     |
| --------- | ------------- | -------- |
| 1         | Doyle Brunson | $340 000 |
| 2         | Gary Berland  | Inget    |
| 3         | Milo Jacobson | Inget    |
| 4         | Andy Moore    | Inget    |
| 5         | Okänt         | Inget    |
| 6         | Okänt         | Inget    |